# Anomaluromorpha
De Anomaluromorpha is een onderorde van knaagdieren die de stekelstaarteekhoorns en springhazen omvat. Deze twee kleine, Afrikaanse hystricomorphe en sciurognathe groepen (zie knaagdieren voor definities) worden vaak als incertae sedis gezien, maar soms ook als verwanten van de Hystricomorpha. Sommigen ontkennen de verwantschap tussen de families, maar de meeste onderzoekers erkennen dat de twee verwant zijn. Het is onduidelijk of de twee families verwant zijn aan de Myomorpha of de Hystricomorpha.

## Voorkomen
Het zwaartepunt van de verspreiding van de groep heeft altijd in Afrika gelegen, maar er zijn twee fossiele geslachten bekend uit Azië, Downsimys en Pondaungimys, naast wat materiaal dat niet in een bepaald geslacht is geplaatst. Al deze dieren zijn verwant aan de stekelstaarteekhoorns. 

## Indeling
Het geslacht Diatomys wordt soms in de springhazen geplaatst, maar wordt tegenwoordig gezien als een van de geslachten van de Diatomyidae. Tegenwoordig omvat deze onderorde negen soorten in vier geslachten.

### Geslachten
Deze onderorde omvat de volgende geslachten:
- Superfamilie Pedetoidea
  - Familie Springhazen (Pedetidae)
    - †Geslacht Megapedetes (Vroeg- tot Midden-Mioceen van Zuidwest-Azië)
    - Geslacht Pedetes (Vroeg-Plioceen tot heden in Afrika)

  - †Familie Parapedetidae
    - †Geslacht Parapedetes (Vroeg- tot Midden-Mioceen van Afrika)
- Superfamilie Anomaluroidea
  - †Geslacht Downsimys (Vroeg-Oligoceen tot Vroeg-Mioceen van Azië)
  - †Familie Zegdoumyidae
    - †Geslacht Glibemys (Eoceen van Algerije)
    - †Geslacht Glibia (Eoceen van Algerije)
    - †Geslacht Zegdoumys (Eocene van Algerije en Tunesië)

  - Familie Stekelstaarteekhoorns (Anomaluridae)
    - †Geslacht Nementchamys (Laat-Eoceen van Algerije)
    - †Geslacht Pondaungimys (Midden-Eoceen van Myanmar)
    - †Geslacht Paranomalurus (Vroeg-Oligoceen tot Midden-Mioceen van Afrika)
    - Geslacht Anomalurus (Midden-Mioceen tot heden in Afrika)
    - Geslacht Idiurus (levend in Afrika)

  - Familie Niet-vliegende anomaluren (Zenkerellidae)
    - Geslacht Zenkerella (Vroeg-Mioceen tot heden in Afrika)